# بل ۲۰
بل ۲۰ (انگلیسی: BEL 20) شاخص بازار بورس یورونکست بروکسل است، که ۲۰ شرکت بزرگ این بازار بورس در آن فهرست شده‌اند.